# Dorota Rabczyńska-Abdel Kawy
Dorota Anna Rybczyńska-Abdel Kawy – polska pedagog, dr hab. nauk humanistycznych, profesor uczelni Instytutu Pedagogiki Wydziału Nauk Historycznych i Pedagogicznych Uniwersytetu Wrocławskiego.

## Życiorys
10 stycznia 1989 obroniła pracę doktorską Zjawiska narkomanii w świadomości społecznej młodzieży uczącej się, 19 stycznia 1999 habilitowała się na podstawie pracy zatytułowanej Jakość życia młodzieży z rodzin ubogich. Została zatrudniona na stanowisku profesora w Instytucie Pedagogiki Specjalnej na Wydziale Nauk Pedagogicznych Dolnośląskiej Szkole Wyższej Edukacji Towarzystwa Wiedzy Powszechnej, oraz w Instytucie Pedagogiki Społecznej na Wydziale Nauk Pedagogicznych i Społecznych Uniwersytetu Zielonogórskiego.
Była profesorem nadzwyczajnym w Instytucie Pedagogiki i Pedagogiki Specjalnej na Wydziale Nauk Pedagogicznych Dolnośląskiej Szkole Wyższej Edukacji Towarzystwa Wiedzy Powszechnej i w Zakładzie Resocjalizacji i Psychologii na Wydziale Pedagogiki, Socjologii i Nauk o Zdrowiu Uniwersytetu Zielonogórskiego.
Piastowała stanowisko kierownika Zakładu Resocjalizacji i Psychologii Wydziału Pedagogiki, Socjologii i Nauk o Zdrowiu Uniwersytetu Zielonogórskiego.
Jest profesorem uczelni Instytutu Pedagogiki Wydziału Nauk Historycznych i Pedagogicznych Uniwersytetu Wrocławskiego.